# Collybia nummularia
Collybia nummularia är en svampart som först beskrevs av Jean-Baptiste de Lamarck, och fick sitt nu gällande namn av Claude-Casimir Gillet 1876. Collybia nummularia ingår i släktet Collybia och familjen Tricholomataceae.   Inga underarter finns listade i Catalogue of Life.